# Благодатный (Краснодарский край)
Благодатный — упразднённый хутор в Кущёвском районе Краснодарского края России. На момент упразднения входил в состав Среднечубуркского сельского поселения. В 2002 году хутор исключён из учётных данных.

## География
Располагался на балке Нижняя Чубурка, на расстоянии примерно в 2,5 км (по прямой) к юго-западу от окраины хутора Новый Урожай.

## История
Постановление Законодательного Собрания Краснодарского края от 29 мая 2002 г. № 1512-П хутор исключён из учётных данных.

## Население
По данным на 1999 год на хуторе проживало 5 человек.